# ناتلا نیکولی
ناتلا نیکولی متزگر (زاده ۱۹ آوریل ۱۹۶۱ در تفلیس) یک خواننده اپرای گرجی است. او به زبان‌های گرجی، روسی، آلمانی، ایتالیایی، فرانسوی، انگلیسی و اسپانیایی آهنگ خوانده‌است.

## یادداشت
مادر وی لامارا چقونیا ، خواننده برجسته گرجی می‌باشد.